# Jenniffer Kae
Jenniffer Kae, właściwie Jenniffer-Marie Kästel (ur. 1 czerwca 1987) – niemiecka piosenkarka popowa z Königsau.

## Życie i praca
Została wychowana w muzycznej rodzinie. Mówi o sobie, że potrafiła wcześniej śpiewać niż mówić. W 2002 roku brała udział w programie „Teen Star” i doszła do półfinału. W 2008 roku pojawiła się na Sopot Hit Festiwal, ale zajęła na nim ostatnie, 15. miejsce.

## Dyskografia

### Albumy
- 2008 Faithfully

### Single
- 2008 Little White Lies
- 2008 Do You Love Me?